# Piotr Szułcik
Piotr Szułcik (ur. 9 maja 1966 w Poznaniu) – polski piłkarz grający na pozycji bramkarza. W I lidze rozegrał 16 meczów.
Piłkarską karierę rozpoczynał w Olimpii Poznań. 5 listopada 1988 roku zadebiutował w jej barwach w I lidze w meczu z Widzewem Łódź, w którym w 38. minucie zastąpił Konrada Paciorkowskiego (w debiucie nie wpuścił gola). Graczem poznańskiej Olimpii był do 1992 roku, w tym czasie wystąpił jeszcze w dziewięciu innych spotkaniach najwyższego szczebla rozgrywkowego.
Kontynuował następnie swoją karierę m.in. w Warcie Poznań i Amice Wronki. Wiosną 1996 roku trafił do Dyskobolii Grodzisk Wlkp. z którą półtora roku później wywalczył awans do I ligi. W rundzie wiosennej sezonu 1997/1998 rozegrał w niej sześć meczów. Później reprezentował barwy TS 1998 Dopiewo i Piasta Kobylnica.